# Levcinska zadrga
Levcínska zadŕga je beljakovinski strukturni motiv, ki ga tvori približno 30 aminokislin dolga vijačnica alfa, v kateri se na vsakem sedmem mestu v nizu aminokislin pojavi levcinski ostanek. Levcinske zadrge v enem polipeptidu interagirajo z zadrgo v drugem polipeptidu in tako tvorijo dimer ter omogočajo povezovanje beljakovin med seboj. Stranske verige levcinskih ostankov gledajo iz vijačnice - vse na isti strani polipeptidne verige.
Dve molekuli proteinov, ki v svoji zgradbi vključujejo levcinske zadrge, se lahko združita preko hidrofobnih interakcij med območjema, bogatima z levcinom, pri tem pa na stiku oblikujeta nekakšno zadrgo. Posebnost beljakovin z levcinsko zadrgo je tudi, da lahko vstopajo v interakcije dveh vrst: z drugo molekulo beljakovine ali z DNK.